# Сент-Мари (Арденны)
Сент-Мари́ (фр. Sainte-Marie) — коммуна во Франции, находится в регионе Шампань — Арденны. Департамент коммуны — Арденны. Входит в состав кантона Вузье. Округ коммуны — Вузье.
Код INSEE коммуны — 08390.
Коммуна расположена приблизительно в 180 км к востоку от Парижа, в 55 км северо-восточнее Шалон-ан-Шампани, в 45 км к югу от Шарлевиль-Мезьера.

## Население
Население коммуны на 2008 год составляло 79 человек.
| 1962 | 1968 | 1975 | 1982 | 1990 | 1999 | 2008 |
| ---- | ---- | ---- | ---- | ---- | ---- | ---- |
| 80   | 116  | 86   | 86   | 69   | 67   | 79   |

## Экономика

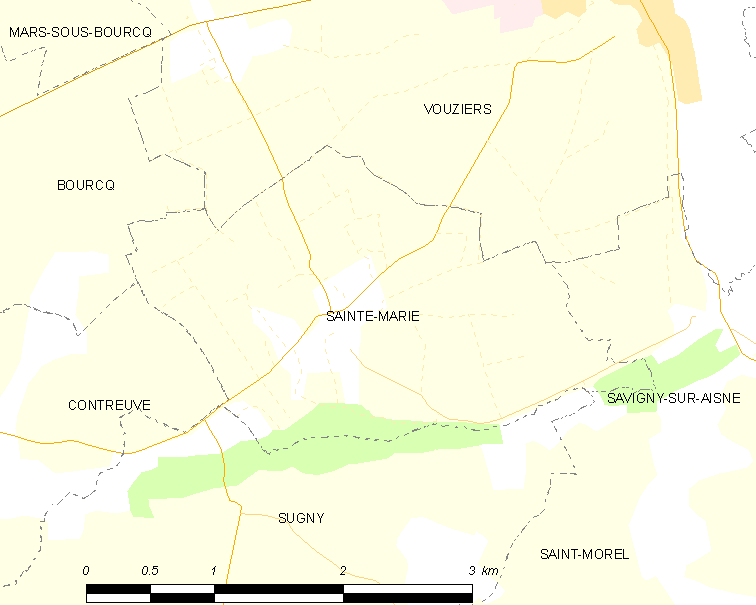
Карта коммуны

В 2007 году среди 48 человек в трудоспособном возрасте (15—64 лет) 36 были экономически активными, 12 — неактивными (показатель активности — 75,0 %, в 1999 году было 73,7 %). Из 36 активных работали 33 человека (18 мужчин и 15 женщин), безработных было 3 (1 мужчина и 2 женщины). Среди 12 неактивных 4 человека были учениками или студентами, 4 — пенсионерами, 4 были неактивными по другим причинам.